# SGML
Em informática, a Standard Generalized Markup Language (abreviada SGML) é uma linguagem de marcação de padrão internacional, não proprietário e de código aberto, utilizado para troca eletrônica de dados para ser usada por diferentes sistemas informatizados (portabilidade), garantindo que documentos codificados de acordo com suas regras possam ser transportados de um ambiente de hardware e software para outro, sem perda de informação. Tanto o HTML quanto o XML derivam do SGML e, portanto, apresentam características similares.

## Visão geral
O Standard Generalized Markup Language (SGML) é uma metalinguagem através da qual se pode definir linguagens de marcação para documentos.
A SGML providencia uma variedade de sintaxes de marcação que podem ser usadas por várias aplicações. Ao alterar a Declaração SGML, deixa de ser necessário recorrer aos caracteres "<" e ">", apesar de serem o padrão.
O padrão SGML é baseado na ideia de que documentos contêm estrutura e outros elementos semânticos que podem ser descritos  sem que se faça referência à forma com que estes elementos serão exibidos. O conjunto de todas as tags – marcações sintáticas que descrevem os dados e comandos para manipulação de um documento – passíveis de serem utilizadas por uma linguagem derivada do SGML é chamado de DTD (Definição de Tipo de Documento).
Exemplo da sintaxe SGML:
```
<QUOTE TYPE="exemplo">
  Tipicamente algo como <ITALICS>isto</ITALICS>
</QUOTE>
```

A SGML é uma norma ISO - ISO 8879:1986" - e representa um padrão internacional para definição de estrutura e conteúdo de diferentes tipos de documentos eletrônicos. Ela pode ser chamada de “língua mãe” e é usada para descrever tipos diferentes de documentos em muitas áreas da atividade humana, desde transcrições de antigos manuscritos irlandeses até documentação técnica para aviões de guerra; de registros de pacientes em unidades médicas até notação musical.

## História
A SGML é uma descendente da Generalized Markup Language (GML) da IBM, desenvolvida na década de 1960 por Charles Goldfarg, Edward Mosher e Raymond Lorie (cujas iniciais dos sobrenomes por acaso coincidem com GML). A SGML não deve ser confundida com a Geography Markup Language (GML) desenvolvida pelo consórcio Open GIS.

## Uso
A SGML foi inicialmente concebida para permitir a partilha de documentos que permitissem a leitura por máquina em projetos governamentais de grande dimensão e na indústria aeroespacial, que necessitam de permanecer legíveis por várias décadas -- um intervalo de tempo muito longo no que diz respeito à tecnologia de informação. Também tem sido usada extensivamente nas indústrias de impressão e publicação, mas a sua complexidade tem dificultado a sua difusão em outros campos.
Com a Internet, com seu grande volume de dados, e os usuários, cada vez mais exigentes por buscas precisas e rápidas, têm levado pesquisadores a buscar ferramentas automáticas cada vez mais potentes. A construção destas ferramentas faz parte do escopo da ciência da computação, e, para a ciência da informação, o interesse está em estudar a informação e seus impactos, utilizando, conforme necessário, ferramental desenvolvido em outras áreas do conhecimento.
Com o surgimento deste tipo de linguagens, inclui-se SGML, permitiu-se a construção de padrões públicos e abertos que estão sendo criados para se tentarem maiores avanços no tratamento da informação; elas minimizam o problema de transferência de um formato de representação para outro e liberam a informação das tecnologias de informação proprietárias.

## Derivações
HTML e XML são ambas derivadas do SGML. Enquanto a HTML é uma aplicação da SGML, a XML é um perfil--um subconjunto específico da SGML, projectada para ser mais simples de se analisar gramaticalmente e de se processar do que SGML. Outra linguagem de marcação criada originalmente como uma aplicação da SGML é DocBook, desenhada para a edição de documentação técnica. DocBook é actualmente disponível como uma aplicação XML.
A XML é uma tentativa de simplificar SGML para aplicações de aplicação geral, tais como a Web semântica. A XML tem sido usada num largo número de aplicações, incluindo as notáveis XHTML, RSS, XML-RPC e SOAP.
Existem também várias outras linguagens que são, pelo menos em parte, relacionadas com a SGML e XML, mas, por não poderem ser analisadas gramaticalmente, validadas ou processadas com outras ferramentas SGML e XML, não podem ser consideradas aplicações da SGML ou XML. Um exemplo é a Z Format, uma linguagem desenhada para composição e documentação.